# Värmerörelse
Värmerörelse är en slumpmässig rörelse, som varje partikel i en fysikalisk kropp genomgår. Storleken på rörelsen kan kopplas till kroppens temperatur, och kan även – i klassisk mening – användas som en definition på begreppet temperatur. Ju högre temperatur, desto större medelenergi hos de ingående partiklarna och därmed snabbare rörelse hos partiklarna.

## Temperatur
Temperaturen hos en kropp (räknat i Kelvin) definieras som den genomsnittliga rörelseenergin hos partiklarna i kroppen, delat med Boltzmanns konstant, vilken är k=1,38066 ⋅ 10-23 J/K
Detta är en rent klassiskt angreppssätt, som inte tar hänsyn till Heisenbergs osäkerhetsprincip, vilken påpekar att det finns en kvantmekanisk orsakad rörelseenergi fortfarande vid temperaturen 0 K, av storleksordningen 
{\displaystyle {\frac {1}{2}}\hbar \omega }
där ω beror på materialet, och är kvantiseringen av den frekvens, med vilken två närliggande partiklar (atomer, molekyler) vibrerar gentemot varandra.